# 帕尔塞 (汝拉省)
帕尔塞（法語：Parcey，法語發音：[paʁsɛ]）是法国汝拉省的一个市镇，位于该省西北部，属于多勒区。

## 地理
帕尔塞（47°1'21"N, 5°29'12"E）面积8.94 平方千米，位于法国勃艮第-弗朗什-孔泰大區汝拉省，该省份为法国东部内陆省份，北起上索恩省，西北接科多尔省，西临索恩-卢瓦尔省，南至安省，东与杜省和瑞士接壤。
与帕尔塞接壤的市镇（或旧市镇、城区）包括：维莱特莱多勒、克里塞、多勒、热夫里、拉卢瓦、莫莱、讷维莱多勒、拉翁。

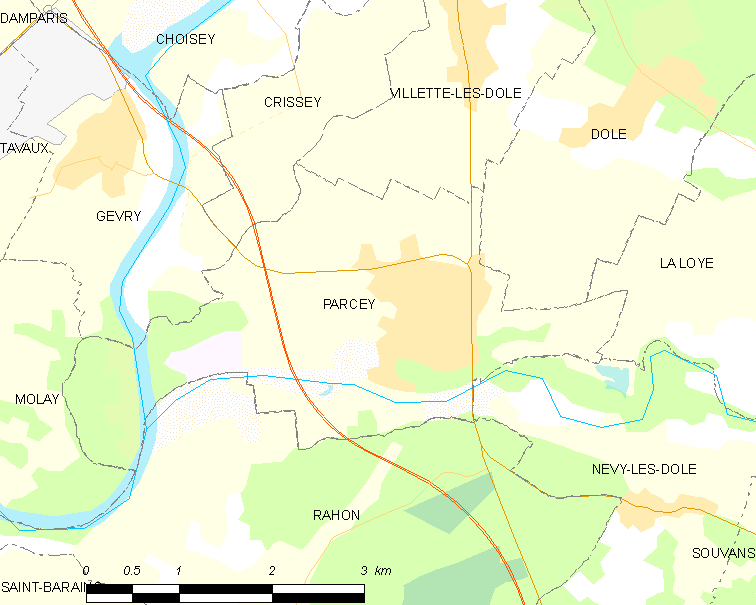
的OSM定位图

帕尔塞的时区为UTC+01:00、UTC+02:00（夏令时）。

## 行政
帕尔塞的邮政编码为39100，INSEE市镇编码为39405。

## 政治
帕尔塞所属的省级选区为多勒第二县。

## 人口

1962-2008年间人口变化图示

帕尔塞于2022年1月1日时的人口数量为1023人。